# Топчийско (хижа)
Хижа Топчийско (старо име: Народен юмрук) се намира близо до село Топчийско, в Еминската планина, дял от Източна Стара планина. Представлява двуетажна сграда с капацитет 47 места. До хижата може да се стигне по асфалтиран път. Хижа Топчийско е пункт от европейски маршрут E3 (Ком - Емине).

## Съседни обекти
| Изходни точки           | Изходни точки |
| ----------------------- | ------------- |
| село Топчийско          | 0,10 ч.       |
| Хижи                    |               |
| Луда Камчия             | 5,00 ч.       |
| Козичино                | 5,00 ч.       |
| Чудните скали           | 5,30 ч.       |
| Други                   |               |
| Добровански скални гъби | 2,30 ч.       |